# LOVE TRACKS
『LOVE TRACKS』（ラブ・トラックス）は、武田と哲也のデビューミニアルバム。2016年10月5日にキューンミュージックからリリースされた。（初回生産限定盤:KSCL-2784 ～ KSCL-2785、通常盤:KSCL-2786）

## 概要
- ジャパニーズ・セクシー・ソウル・デュオ“武田と哲也”結成10周年を記念してリリースされた[1][2]。
- 初回生産限定盤には、2008年にZepp Sapporoで行われたライブ音源3曲と、「武田と哲也のBBQ打ち上げ」が収録されたDVD付き。
- ジャケット写真はマクファデン＆ホワイトヘッドへのオマージュ。

## 収録曲
1. EASY LOVE [4:32]
  - 作詞：TAKE 作曲：TAKE・Gakushi・井上"KB"幸法 編曲：Gakushi
2. NITE CRUISE [5:26]
  - 作詞：村上てつや・山田ひろし 作曲：村上てつや・宇佐美秀文 編曲：本間将人
3. LADY CANDLE [5:15]
  - 作詞：村上てつや・山田ひろし 作曲：村上てつや 編曲：本間将人
4. 4U [4:09]
  - 作詞：TAKE 作曲：TAKE・Gakushi 編曲：Gakushi
5. LOVE SOUND [4:32]
  - 作詞：村上てつや・山田ひろし 作曲：村上てつや・妹尾武・宇佐美秀文 編曲：K-Muto
6. HEAVEN [6:45]
  - 作詞：TAKE 作曲：村上てつや・妹尾武 編曲：本間将人

LIVE @ Zepp Sapporo (2008.9.16) （初回生産限定盤のみ）
1. 新大阪 (LIVE) [4:56]
  - 作詞：村上てつや 作曲：村上てつや・妹尾武
2. Nice'n Slow (LIVE) [7:15]
  - 作詞・作曲：SKOOP
3. 母に捧げるバラード (LIVE) [12:23]
  - 作詞：武田鉄矢 作曲：海援隊 補作詞：ダンス☆マン、村上てつや